# Hippodrome de l'Île Arrault
L’Hippodrome de l'Île Arrault est un hippodrome français se situant à Orléans dans le département  du Loiret en région Centre-Val de Loire.

## Géographie
L'hippodrome se situe sur la rive gauche de la Loire, dans le quartier Saint-Marceau de la ville d'Orléans.

## Histoire
Fin 2008, la municipalité d'Orléans a émis le souhait de le déménager afin d'y installer une grande salle de sport spectacle de 10 000 places.
En 2014, l'hippodrome va de nouveau être sur le devant de la scène hippique, après une fermeture provisoire en 2013. Les pistes et les obstacles ont été revus et refaits. Les courses en 2014 se disputeront au mois de septembre et octobre exclusivement au trot, afin de laisser le gazon s'enraciner. En 2015, les galopeurs, sauteurs et évidemment trotteurs seront de nouveaux invités à courir sur l'hippodrome d'Orléans.

## Description

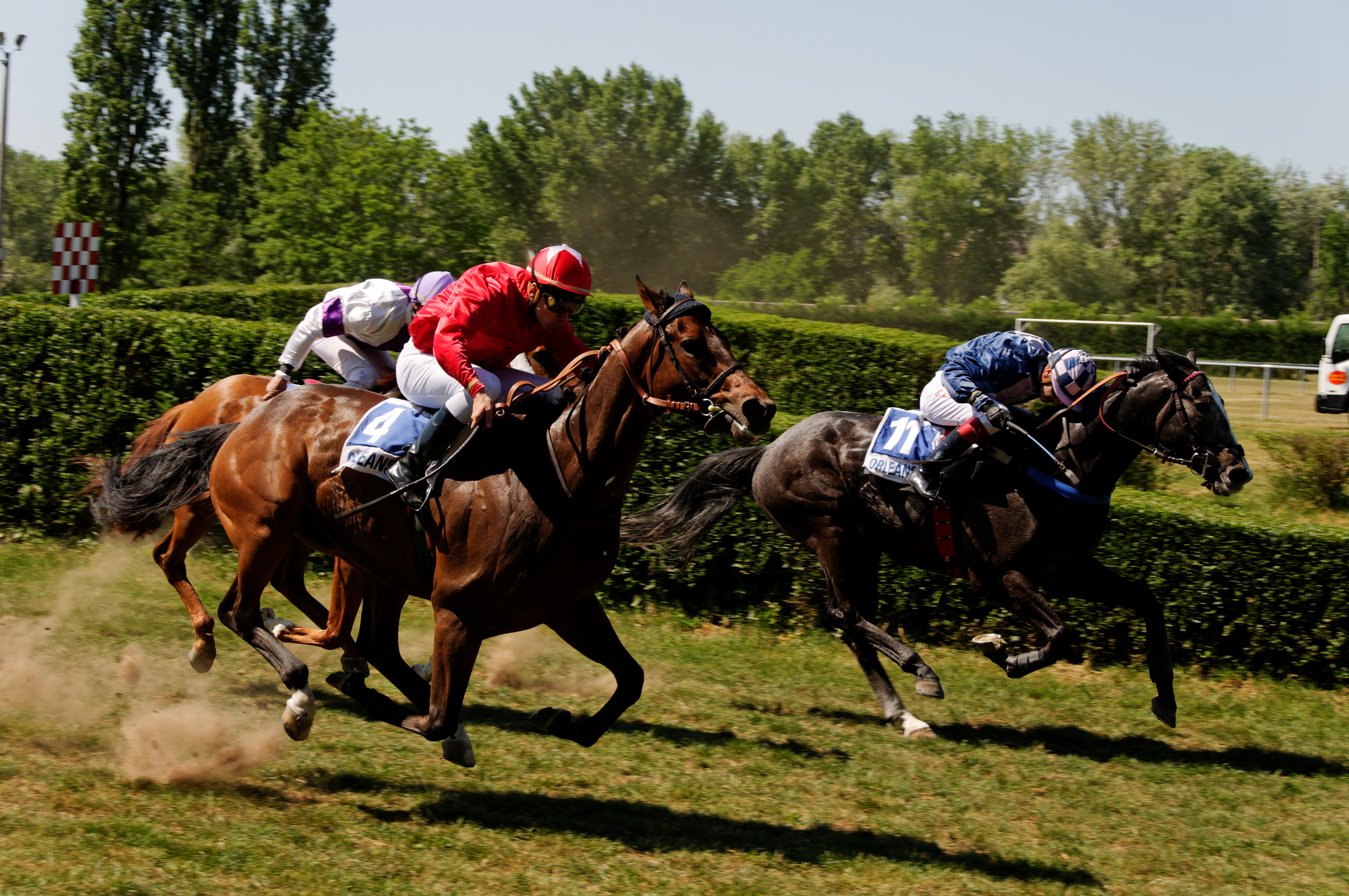
Course de plat (galop) à l'hippodrome de l'Île Arrault

L'hippodrome de l'Île Arrault est ouvert au galop et au trot avec une piste de plat de 1 220 m en herbe, une piste d'obstacles de 1 150 m en herbe et une piste de trot de 1 220 m en herbe avec corde à gauche. Cinq réunions s'y tiennent chaque année de mars à mai.
Le centre de la piste contient trois terrains de football et un terrain de football américain.